# Pierre Chevenard
Pierre Chevenard (Pierre Antoine Jean Sylvestre Chevenard) est un ingénieur et scientifique français, né à Thizy (Rhône) le 31 décembre 1888 et mort à Fontenay-aux-Roses (Hauts-de-Seine) le 15 août 1960. Spécialiste des aciers spéciaux et de métallographie, il a travaillé dans l'industrie privée (secteur de l'acier) et ses travaux lui ont valu de devenir membre de l'Académie des sciences en 1946.

## Biographie
Pierre Chevenard est issu d'une famille d'industriels de l'industrie textile de la région de Roanne. Il fait ses études secondaires au pensionnat Saint-Louis à Saint-Étienne, puis après avoir suivi les classes préparatoires à Lyon, il intègre l'École des mines de Saint-Étienne en 1907 (major de promotion). Il en sort ingénieur civil des mines en 1910, également major.
En 1911, il est recruté par Henri Fayol, également ancien de l'École des mines de Saint-Étienne, aux Aciéries d'Imphy. Les Aciéries d'Imphy font partie de la Société de Commentry, Fourchambault et Decazeville, où il va faire toute sa carrière dans les services de la recherche.
Parallèlement, il est professeur de métallurgie à l'École des mines de Saint-Étienne de 1919 à 1935, puis chargé d'un cours complémentaire de métallographie à l'École des mines de Paris à partir de 1942. Il a mis en évidence l'effet de la vitesse de sollicitation sur la limite en traction des métaux, négligée jusque-là dans les essais de laboratoire.

## Honneurs et hommages
Le 4 février 1946, il est élu membre titulaire de l'Académie des sciences, dans la section des Sciences appliquées à l'industrie.
Il a été président de la Société française de physique, de la Société des ingénieurs civils de France, de la Société française de métallurgie, de l'Association technique de fonderie, mais aussi de la Société astronomique de France (1953-1955) et de la Société française de minéralogie.
Il était commandeur de la Légion d'honneur.
Le lycée professionnel de Cosne-sur-Loire (Nièvre) porte son nom.